# Bad Colberg-Heldburg

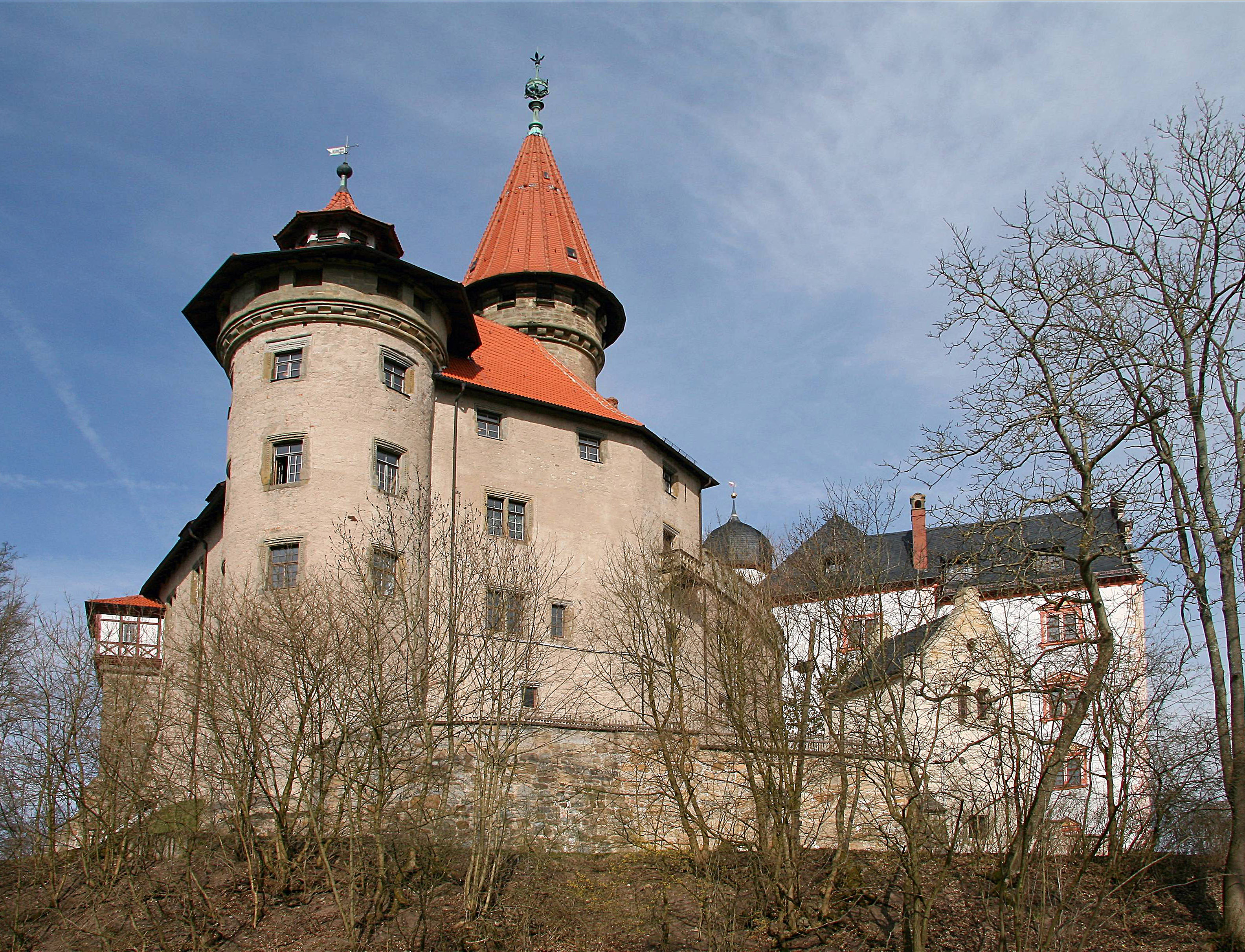
Veste Heldburg

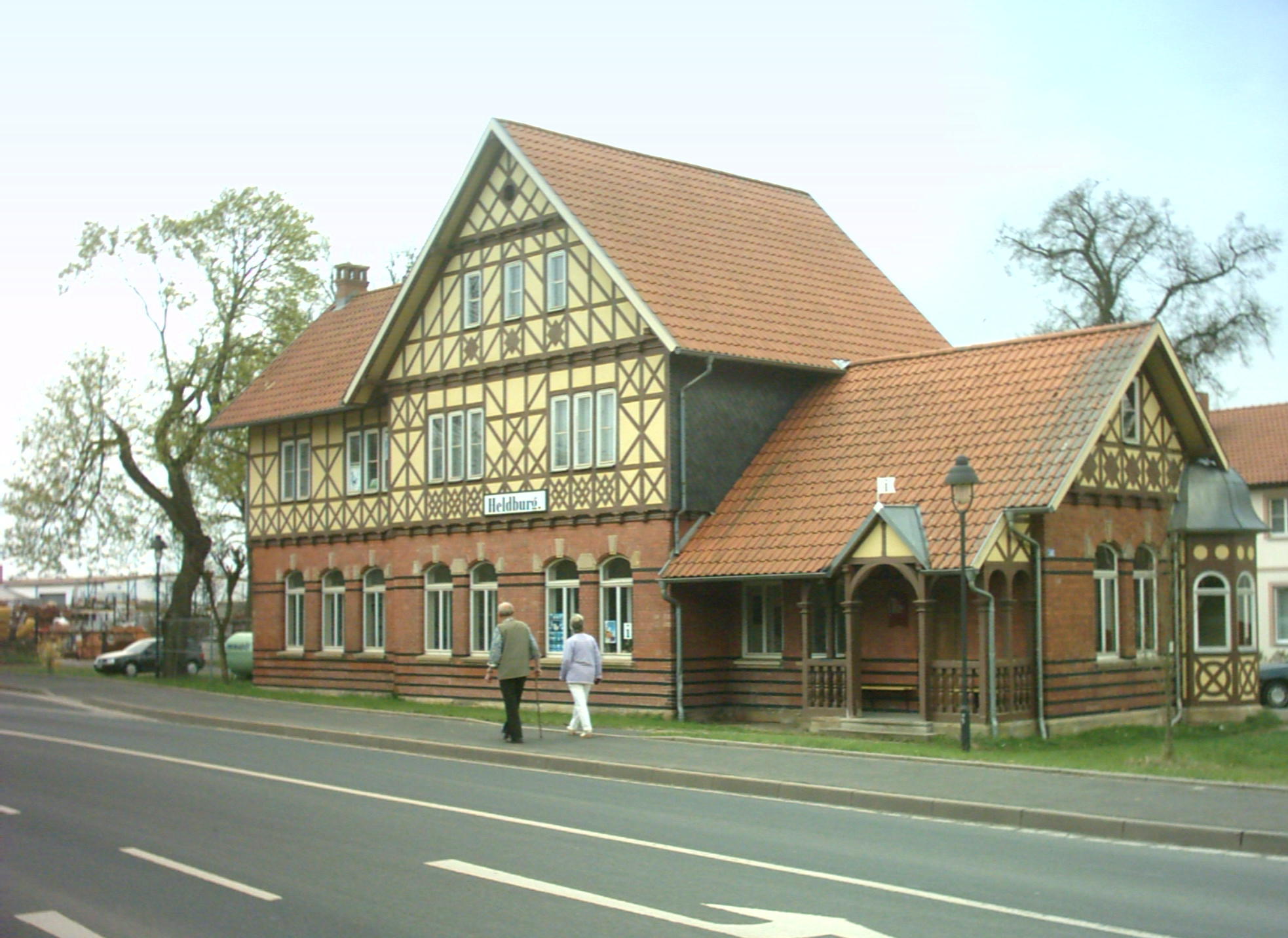
Stacja kolejowa Heldburg

Bad Colberg-Heldburg – dzielnica uzdrowiskowa miasta Heldburg w Niemczech, w południowej części kraju związkowego Turyngia, w powiecie Hildburghausen. Do 31 grudnia 2018 miasto, siedziba wspólnoty administracyjnej Heldburger Unterland.

## Geografia
Na terenie dzielnicy w rzekę Kreck łączą się Gompershauser Kreck, Gellerhauser Kreck, Westhauser Kreck i Streufdorfer Kreck, przez wschodnią część Bad Colberg przepływa rzeka Roddach. 

## Podział administracyjny
Części (Ortsteil):
- Bad Colberg
- Einöd
- Gellershausen
- Heldburg
- Holzhausen
- Lindenau
- Völkershausen

## Sąsiednie gminy
Bad Colberg-Heldburg graniczył łącznie z siedmioma gminami. Zaczynając od północy są to: Bad Rodach (Bawaria), Ummerstadt, Seßlach (Bawaria), Hellingen, Gompertshausen, Westhausen i Straufhain. 

## Historia
W 837 wieś Heldburg została podarowana klasztorowi we Fuldzie. Pierwsze wzmianki o zamku Veste Heldburg pochodzą z 1323. W tych czasach zamek i okoliczne tereny posiadali graffowie Hennebergu, następnie od 1374 burgrabiowie Norymbergi i w 1374 Wettynowie. Heldburg otrzymał prawa miejskie 2 grudnia 1394. Miasto zostało obwarowane w XVI wieku.
Kościół św. Marii (St. Marien) podlegał w średniowieczu pod archidiakona Coburga w biskupstwie Würzburg. W 1833 miasto liczyło 1 185 mieszkańców, jednak w tym czasie wiele rodzin wyemigrowało do Ameryki Północnej. 
W 1888 otworzono dla ruchu linię kolejową Hildburghausen–Lindenau-Friedrichshall, rozebrano ją w 1946 w ramach reparacji wojennych dla ZSRR. W 1948 na mocy rozkazu nr 209 (9 września 1947) Sowieckiej Administracji Wojskowej w Niemczech zburzono pierwszy budynek w miejscowości Billmuthausen. Rodziny zostały wysiedlone, zburzono wszystkie budynki w tym kościół i młyn. Billmuthausen ostatecznie zniszczono w 1978.
Przez Heldburg przebiegała granica między RFN a DDR. 
Jako miasto powstało w 1993 w wyniku połączenia siedmiu gmin, które są jego dzielnicami. Rok później Bad Colberg-Heldburg włączono do wspólnoty administracyjnej Heldburger Unterland. 1 stycznia 2019 z połączenia z dwoma gminami tworzy miasto Heldburg.

## Zabytki i atrakcje
- Veste Heldburg, zamek z XIV. w
- źródła termalne w Bad Colberg
- klinika w Bad Colberg
- dawna stacja kolejowa w Heldburgu z 1888
- kościół św. Marii (St. Marien) w Heldburgu
- brama miejska w Heldburgu
- dawny urząd gminy w Gellershausen
- kościół św. Wolfganga w Holzhausen, z 1722
- Billmuthausen, miejsce pamięci po zniszczonej wsi, cmentarz
- końcowa stacja kolejowa w Lindenau, rampa rozładunkowa

## Polityka
Burmistrzem miasta od 4 kwietnia 1988 była Anita Schwarz. Rada miasta składała się z 14 osób.
|                          |                          | 1999    | 1999  | 2004    | 2004  | 2009  | 2009  |
| miejsca                  | %                        | miejsca | %     | miejsca | %     |       |       |
| ------------------------ | ------------------------ | ------- | ----- | ------- | ----- | ----- | ----- |
|                          | Niezrzeszeni Obywatele   | 8       | 54,3% | 7       | 49,1% | 9     | 66,8% |
|                          | Bad Colberg-Initiative   | -       | -     | -       | -     | 2     | 12,3% |
|                          | die Linke                | -       | -     | -       | -     | 2     | 10,7% |
|                          | SPD/Lindenauer Liste     | -       | -     | -       | -     | 1     | 10,1% |
|                          | PDS                      | 2       | 13,3% | 3       | 20,0% | -     | -     |
|                          | CSU                      | 2       | 12,3% | 2       | 14,5% | -     | -     |
|                          | SPD                      | 1       | 9,6%  | 1       | 9,6%  | -     | -     |
|                          | FDP                      | 1       | 10,5% | 1       | 6,8%  | -     | -     |
| –                        | –                        | 14      | 100%  | 14      | 100%  | 14    | 100%  |
| uprawnieni do głosowania | uprawnieni do głosowania | 2 002   | 2 002 | 1 939   | 1 939 | 1 890 | 1 890 |
| głosy ważne              | głosy ważne              | 1 201   | 1 201 | 1 109   | 1 109 | 965   | 965   |
| głosy nieważne           | głosy nieważne           | 64      | 64    | 42      | 42    | 43    | 43    |
| frekwencja               | frekwencja               | 63,2%   | 63,2% | 57,2%   | 57,2% | 51,1% | 51,1% |

## Transport
W latach 1888–1949 miała tu swój początek 20 km linia kolejowa do Hildburghausen. Obecnie terenu dzielnicy nie przecinają żadne ważniejsze szlaki komunikacyjne. Najbliższa droga krajowa (B 303) znajduje się w odległości ok. 10 km od Heldburga, najbliższa czynna stacja kolejowa znajduje się zaś w Bad Rodach.